# السعدية (اسم)

اسم السعدية مكتوب بخط عربي عادي يتوسط وردة صفراء تحيل على السعد والبهجة توافقا مع معنى الاسم.

اسم علم مؤنث من اللغة العربية. مأخوذ من الفعل سعد يسعد سعدا وسعادة من العيش السعيد والعيشة الراضية، ومعناه أيضا البهجة والسرور وكثير السعد والفرح.
وفي التراث الثقافي الديني عند المسلمين ينسب اسم السعدية إلى السعد تيمّناً باسم حليمة السعدية مرضعة النبي محمد (صلى الله عليه وآله وسلم). وهو منسوب إلى اليمن والبركة.